# 대한민국의 일본 대중문화 개방
대한민국의 일본 대중문화 개방은 대한민국의 자국 문화의 보호를 위해, 또한 일본 제국의 한국 병합의 영향에 의한 국민 정서에 위화감을 조성하는 등의 이유로, 문화 침탈 방지 차원에서 일본의 만화나 영화, 음악 등 대중 문화를 법으로 규제해왔으며, 대한민국 정부가 4차례간 개방을 연차적으로 추진한 것을 말한다. 
규제한 것의 구체적인 예로는 TV에서 일본 노래를 틀어주는 것을 금지하거나, 일본 애니메이션 방송 금지 등이 있다. 하지만, 국내 콘텐츠의 자생력 확보를 위한 일종의 고육지책으로 최소한의 유예 기간이 반드시 꼭 필요하다는 전제 조건에 따라, 일본 대중 매체물 제한을 4차례씩 점진적으로 완화한 바 있다.

## 추진 배경
대한민국은 지상파 TV에서 일본 드라마, 영화, 노래가 방영되는 것은 일단 법적으로 규제되어 왔다. 국민의 정부(김대중 정부) 시절인 1998년 10월 20일, 1999년, 2000년, 2003년 일본의 대중문화를 순차적으로 개방하여, 참여 정부(노무현 정부) 출범 이후, 2003년 6월 7일경, 한일 정상회담 공동성명에서 한일 양국간의 문화 교류를 통해 동질성을 회복하고 국제화 시대에 발맞추어서 일본 대중문화 개방을 확대하자는 방안으로 가닥을 잡았다.
개방하자는 쪽은 노무현 정부가 그 동안 과거사 문제로 중단되었던 일본 대중문화 개방화 원칙을 밝혔고, 우리 사회가 이를 적극적으로 수용할 수 있을 만큼 성숙했다고 거듭 강조했다. 
국내 극장에서 정식으로 개봉된 일본 영화를 비롯한, 극장용 애니메이션, TV 드라마와 다큐멘터리 프로그램의 경우, 2004년에는 KT와 SK브로드밴드 등 선후발업체의 실시간 IPTV 서비스가 상용화되기 이전에 케이블 TV 및 위성방송 채널만 일반인의 개방이 전면 허용되었고, 최근에는 일본 드라마의 리메이크나 일본 소설, 만화 원작으로 드라마 제작도 이루어지고는 있지만, 쇼, 코미디 등 오락형 예능 프로그램은 국민 정서에 미칠 파급력을 고려해서, 일반인의 개방을 한시적으로 보류시켰다.
하지만, 일본 대중문화 개방의 부작용을 고려할 때, 한국 문화의 숨통을 조이고, 국적 없는 문화생활을 부채질할 뿐만 아니라, 무분별한 일본 문화 유입으로 문화 침탈의 부작용까지 우려된다는 유보적인 의견이 제시되어, 일본 노래는 유명 가수와 아이돌 그룹이 국내 공연이나 방송에 출연해 부르는 것에서만 조건부로 허용했다.

## 개방 시기
| 회차  | 개방 일자  | 개방 범위 |
| ----- | ---------- | --- |
| 제1차 | 1998/10/20 | - 애니메이션 - 4대 국제 영화제 수상 영화 |
| 제2차 | 1999/09/10 | - 일본 국내 제작 영화의 해금 범위 확대 - 2000석 이하의 가요 공연 (방송, 음반 및 비디오 판매는 불가) |
| 제3차 | 2000/06/27 | - 국제 영화제에서 수상한 극장용 애니메이션 - 가요 공연의 좌석 제한 철폐 - 비디오 콘솔 게임 이외의 PC용 게임물 소프트웨어 - 스포츠, 다큐멘터리, 보도 프로그램의 방송 |
| 제4차 | 2004/01/01 | - 일본 국내 제작 영화의 전면 해금 (단, 한일 양국 공동 제작물을 비롯한 국내 영화 상영관에서 정식으로 개봉된 일본 영화 및 극장용 애니메이션은 방영 가능) - 일본 국내 제작 드라마 (단, 드라마는 한일 양국 공동 제작물만 방송 가능) - 레코드, CD, 테이프 등 판매 (단, 대중가요는 국내에서 열리는 일본 가수의 공연을 중계하거나 일본 가수가 국내 방송에 출연해 부르는 노래만 가능) |

## 같이 보기
- 한일 관계